# Lia Menna Barreto
Lia Mascarenhas Menna Barreto (sinh ngày 3 tháng 3 năm 1959 tại Rio de Janeiro) là một họa sĩ người Brazil hiện làm việc tại Rio Grande do Sul.

## Tiểu sử
Barreto được sinh ra ở Rio de Janeiro vào ngày 3 tháng 3 năm 1959. Cô đã trải qua thời thơ ấu ở São Paulo, nơi cô sống cho đến khi cô 13 tuổi. Trong những năm 1970, cô chuyển đến Rio Grande do Sul, nơi cô hoàn thành giáo dục chính thức của mình, tốt nghiệp Universidade Federal do Rio Grande do Sul vào năm 1985. Trong những năm 1990, cô sống ở Hoa Kỳ, làm việc trong một studio tại Đại học Stanford.
Barreto hiện đang sống ở Eldorado do Sul, Rio Grande do Sul cùng chồng, nghệ sĩ người Brazil, Mauro Fuke và con gái của họ.

## Học vấn
Giữa năm 1975 và 1978, Barreto đã tham gia các khóa học nghệ thuật và vẽ tại Ateliê Livre da Prefeitura de Porto Alegre. Năm 1984, cô học vẽ và vẽ với Luiz Paulo Baravelli (1942) và Rubens Gerchman (1942 - 2008). Cô đã nhận được bằng Cử nhân về Thiết kế từ Liên bang Universidade do Rio Grande do Sul vào năm 1985.

## Sự nghiệp
Năm 1985, cùng năm tốt nghiệp, Barreto Museu de Arte do Rio Grande do Sul (Margs) ở Porto Alegre giới thiệu triển lãm cá nhân đầu tiên của cô và vào năm 1988 tác phẩm của cô đã được giới thiệu trong 10º Salão Nacional de Artes Plásticas tại Fundação Nacional de Arte (Funarte). 
Sau khi được công nhận quốc gia, từ năm 1993 đến năm 1994, Lia sống như một đồng nghiệp tại Đại học Stanford với một khoản trợ cấp từ Học bổng Quốc tế về Nghệ thuật trao tặng. Năm 1997, cô trưng bày tác phẩm của mình tại Bien Bien de Havana 6, tại Biennial of Los Angeles và tại 1ª Bienal de Artes Visuais do Mercosul, điều này đã giúp cô củng cố sự nghiệp quốc tế của mình.